# الدوري النرويجي الممتاز 2004
الدوري النرويجي الممتاز 2004 (بالنرويجية: Tippeligaen 2004) هو الموسم 60 من  الدوري النرويجي الممتاز. أقيم خلال الفترة 12 أبريل 2004 وحتى 30 أكتوبر 2004، وكان عدد الأندية المشاركة فيه  14، وفاز فيه نادي روسنبورغ.